# Centropus andamanensis
El cucal de Andamán (Centropus andamanensis) es una especie de ave cuculiforme de la familia  Cuculidae, es endémica de las islas Andamán y Coco. A veces se considera como una subespecie del cucal chino (Centropus sinensis). Se encuentra principalmente en hábitats boscosos y jardines.

## Descripción
Es de tamaño grande, siendo los machos de alrededor de 380 a 400 mm y las hembras un poco más grandes de 400-420 mm de longitud. 
Estructuralmente, se parece mucho al cucal chino (Centropus sinensis), excepto que su plumaje es de color marrón leonado en lugar de púrpura azulado. Tiene una capa posterior de color castaño y las alas y la cabeza son marrón claro rojizo. El iris es de color marrón pálido. La cola es de color marrón claro en la base y marrón violeta oscuro hacia el extremo. Las plumas de la cola tienen conspicuos negros. Los jóvenes muestran una ligera restricción en el cuerpo, especialmente en la parte inferior.

## Taxonomía y sistemática

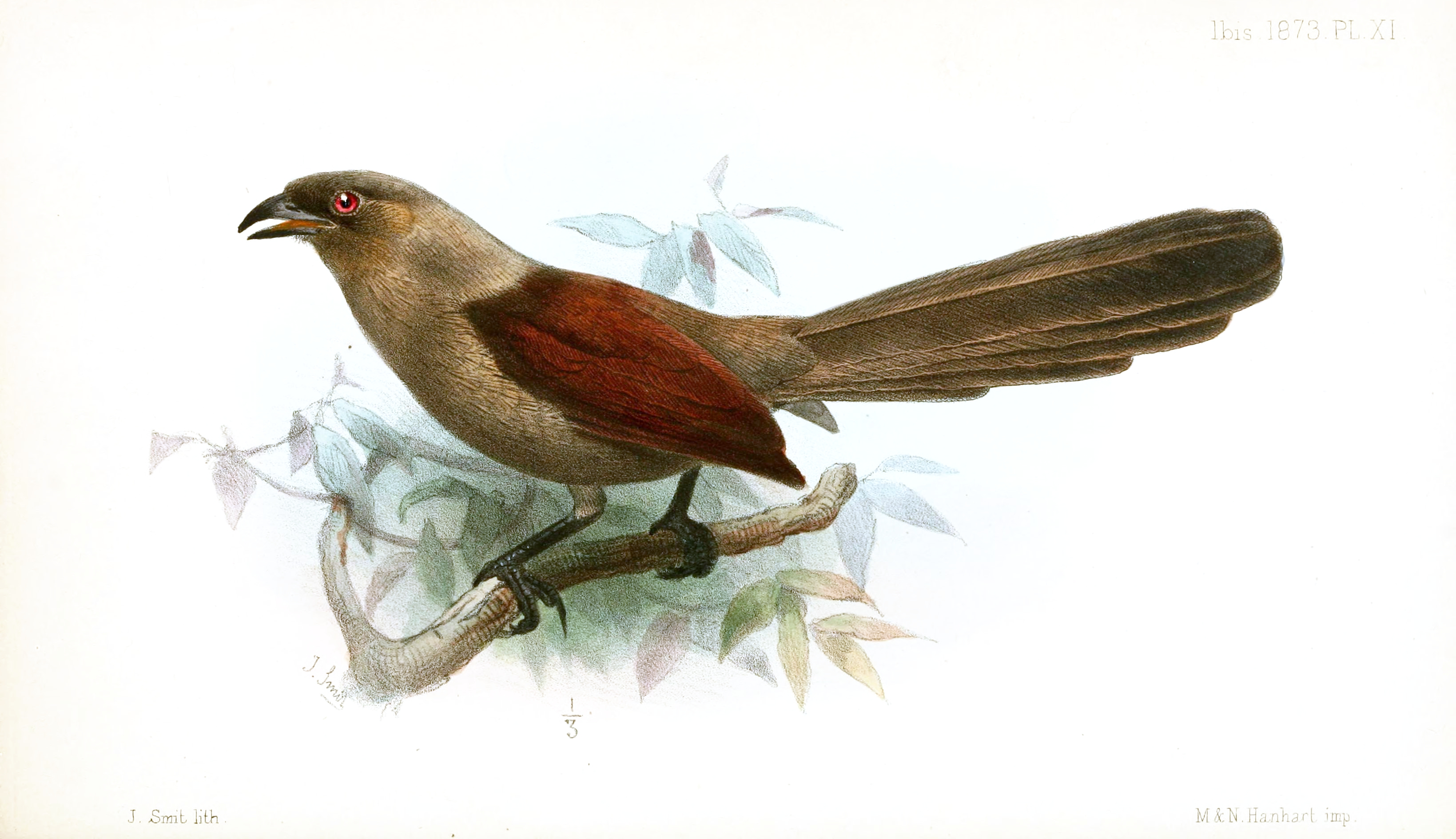
Ilustración de Joseph Smit (1873)

Esta especie fue descrita por primera vez como Centropus andamanensis por Robert Tytler, aunque sus notas fueron publicadas por Robert Beavan en 1867. Stuart Baker (1927) lo siguió tratando como especie, pero Ripley (1961) y Ali & Ripley (1969) la incluyeron como subespecie de Centropus sinensis. Esto justificado por el tratamiento de otra especie de color marrón en las islas Kangean, Centropus sinensis kangeangensis. Peters consideró dudoso su tratamiento como subespecie y observó una semejanza estructural a Centropus chlororhynchus de  Sri Lanka.  Rasmussen y Anderton la consideran una especie válida sobre la base de su distinta vocalización y también sugieren la elevación de la forma de las islas Kangean y estudiar más a Centropus sinensis.

## Distribución y hábitat
Se distribuye principalmente en las islas Andamán, así como en las cercanas islas Coco y Table, que pertenecen a Birmania. Es común en los bosques y en áreas perturbadas, incluyendo jardines, los bordes de los bosques, manglares, y los bordes de los campos de arroz.

## Comportamiento y ecología
Se reproduce durante el monzón (de mayo a julio). El nido está hecho de ramas, hierba y hojas situado en la parte alta de un árbol. La nidada usual es de dos o tres polluelos.
El canto es similar al del cucal chino, que consiste en una larga serie de notas muy profundas y resonantes.
Se alimenta de todo tipo de insectos, pequeñas ranas, cangrejos y lagartijas.